# Phelsuma madagascariesis
Phelsuma madagascariesis este o specie de șopârle din genul Phelsuma, familia Gekkonidae.

## Subspecii
Această specie cuprinde următoarele subspecii:
- P. m. kochi
- P. m. madagascariensis